# Duomo Connection
Duomo Connection è il nome attribuito all'inchiesta condotta tra il 1989 e il 1990 dal pubblico ministero milanese Ilda Boccassini, insieme al giudice palermitano Giovanni Falcone, sulla penetrazione mafiosa a Milano.
Le indagini compiute dai carabinieri del nucleo operativo guidati dal capitano Sergio De Caprio, portarono all'arresto di un folto gruppo di pregiudicati siciliani e del loro presunto boss, il geometra Antonino Carollo detto Toni, figlio incensurato di Gaetano Carollo, esponente della famiglia mafiosa di Resuttana ucciso nel 1987 a Liscate, in provincia di Milano.

## Storia
L'indagine iniziò nel 1988, quando gli uomini del capitano Sergio De Caprio iniziarono a sorvegliare un bar di Cesano Boscone, punto di ritrovo abituale di balordi e spacciatori di droga. Seguendo un pregiudicato palermitano ricercato per l'omicidio di tre carabinieri, Gaetano La Rosa, si trovarono di fronte al latitante Antonino Zacco, detto «il Sommelier», già condannato a diciassette anni di carcere come responsabile di una raffineria di eroina individuata tre anni prima ad Alcamo, in provincia di Trapani. I successivi pedinamenti consentirono ai carabinieri di osservare che Zacco era in contatto con il boss siciliano Luigi Bonanno e con i clan calabresi Papalia e Sergi ma anche con un personaggio che venne identificato successivamente: si scoprì che si trattava di Antonino Carollo (detto Toni), figlio del boss Gaetano (ucciso nel 1987) ed imparentato con i Ciulla, storica "famiglia" di Cosa nostra a Milano, e con Nenè Geraci, fedelissimo di Totò Riina.
Insieme a numerosi episodi di traffico di stupefacenti, le indagini accertarono una intensa attività edilizia del gruppo siciliano capeggiato da Carollo, realizzata, secondo l'accusa, con la collaborazione degli imprenditori Sergio Coraglia e Gaetano Nobile. Per agevolare le concessioni edilizie da parte del Comune di Milano, i clan siciliani avevano allacciato contatti con importanti esponenti dell'amministrazione comunale. Vennero indagati per corruzione l'assessore all'urbanistica Attilio Schemmari, il sindaco Paolo Pillitteri e tre alti funzionari.

## Processo
Mentre la posizione di Pillitteri venne archiviata al termine delle indagini preliminari, tutti gli altri indagati furono rinviati a giudizio e condannati al termine di un lungo processo di primo grado, annullato però nel 1995 dalla Cassazione. Al termine del nuovo processo gli unici a venire condannati furono gli accusati di traffico di droga.